# (39397) 6514 P-L
6514 P-L (asteroide 39397) é um asteroide da cintura principal. Possui uma excentricidade de 0.13860790 e uma inclinação de 14.12182º.
Este asteroide foi descoberto no dia 24 de setembro de 1960 por Cornelis Johannes van Houten e Ingrid van Houten-Groeneveld e Tom Gehrels em Palomar.